# Laura de Boer
Laura de Boer (Amsterdam, 26 februari 1983) is een televisie-, film- en theateractrice, die naast haar werk in Nederland ook geregeld in buitenlandse producties speelt.

## Levensloop

### Theater
De Boer volgde na haar middelbare school de toneelschool in Arnhem, waar ze in 2006 afstudeerde. Ze werkte als theateractrice onder meer bij de gezelschappen Oostpool, Els Inc, Theater EA en het Nationale Toneel, en bij jeugdtheatergezelschap Huis aan de Amstel. Toen deze laatste opging in gezelschap De Toneelmakerij, bleef De Boer bij het gezelschap betrokken en speelde ze onder meer de rol van Anne Frank in de voorstelling Anne en Zef en Bonnie in Clyde en Bonnie.

### Film en Televisie
De Boer speelde in de film Tiramisu in regie van Paula van der Oest, in de telefilm Julia's hart van Peter de Baan en in Bears Love Me! van Eva M. C. Zanen. Op televisiegebied vervulde ze gastrollen in De co-assistent en Keyzer & De Boer Advocaten. In de serie Bloedverwanten vervulde ze de rol van Rosa. Ook neemt ze regelmatig deel aan het improvisatie-programma De vloer op.

### Buitenland
De Boer werkt geregeld in Duitsland en verscheen daar onder andere in de films Dunkel en de televisieseries Löwenzahn en SOKO Stuttgart. Ook heeft zij in de Britse serie The Tunnel een rol.

## Filmografie

### Films
- 2008: Tiramisu als Luna
- 2009: Julia's Hart als Willemiek (tv-film)
- 2009: Happy End
- 2010: De Nobelprijswinnaar als Eefje
- 2012: Du hast es versprochen als Clarissa / Maria
- 2012: Das Geheimnis der Nudelsuppe als Tony
- 2014: Immer wieder anders als Aimee (tv-film)
- 2015: Cord als Tanja
- 2015: Marry Me - Aber bitte auf Indisch als Marta
- 2016: A Dangerous Fortune als Maisie Robinson (tv-film)
- 2017: Der Tod und das Mädchen - Van Leeuwens dritter Fall als Tess (tv-film)
- 2018: Mute als dokter
- 2018: Winterherz: Tod in einer kalten Nacht als Sylvie Vollert (tv-film)
- 2019: Brecht als Isot Kilian
- 2019: Porcelain als Anna
- 2020: Leisure Land als Judith Hanisch (tv-film)
- 2020: Exit als Luca (tv-film)

### Televisieseries
- 2007: Keyzer & De Boer Advocaten als Lotje Berends
- 2009: De co-assistent als Sonja Stephanius
- 2010: Bloedverwanten als Rosa
- 2010: De vloer op als dochter / meissie
- 2011: SOKO Stuttgart als Lilly Marbach
- 2012: Löwenzahn als Lucy
- 2013: Moordvrouw als Helen Pauw
- 2013: Lieve Liza als Marijke
- 2013: Flikken Maastricht als Samantha
- 2014: Die Pilgerin als Felicia de Béarn
- 2014: Danni Lowinski als Claudia Mayer
- 2014: Hollands Hoop als Irina
- 2016: The Tunnel als Eryka Klein
- 2016: Weemoedt als Fré
- 2017: Keine zweite Chance als Alicia
- 2018: Ku'damm 59 als Ninette Rabe
- 2018: Die Protokollantin (The Typist) als Jasmin Jacobi
- 2019: Ein starkes Team als Manuela
- 2019: Für Umme - Die Serie als bankrover 2
- 2020: Vliegende Hollanders als Neeltje Langenberg